# 自分クイズ
『自分クイズ』（じぶんクイズ・通称『SELF?』※オープニングで表記）は、1999年1月から3月までフジテレビの月曜から金曜の深夜に放送されていたクイズ番組。ホリプロとの共同制作。

## 番組概要
薄暗い収録スタジオには何のセットも置かず最低限の照明だけ照らし、椅子に座った解答者の芸能人ゲスト一人に自身のパーソナルな情報をどこまで覚えているかをクイズにして出題。天の声として顔を出さずに日替わりで出演していた坂上みきと門脇知子が出題者を担当。正解するとカメラが徐々に解答者に近づき (テロップで「前進」と表示)、不正解だとカメラが離れていく (テロップで「後進」と表示)。正解しても商品などが貰えるわけでもなく、カメラがどれだけ寄って撮影してもらえるかを目指す。全問正解した大和田伸也は顔の寄りまでカメラが近づいた。出演した解答者は最後の1分弱ほど告知をさせてもらえた。
番組スタートの5秒間のみ映像加工がされていて、途中小見出し的な所のみ天井カメラの映像が差し込まれている演出がなされていた。
放送時間が10分間と短かったが月曜から金曜まで週5日放送されていた。
月曜から木曜は翌日も放送があるのでEND5秒で「また24時間後にお会いしましょう」と出ていたが、金曜のみ「また72時間後にお会いしましょう」と表示されていた。また放送が5日程無かった時は「また120時間後にお会いしましょう」と表示していた（このスーパー表記は演出のつきざわけんじが担当していた『世界の北野、足立区のたけし』やFBS福岡放送の『アッコとマチャミの新型テレビ』でも使用されていた）。
開始当初はスポンサーはついていなかったが途中から三菱電機の一社提供となり、番組の途中に入るCMに当時新機種の携帯電話のインフォマーシャルが流れていた。
エンディング曲は「Come Together」のカバー曲。
2001年の正月に1時間番組として一度だけ復活した。この特別番組では、ずっと不正解し続けた解答者の時のみ、カメラがスタジオを出て横断歩道を越えて道の反対側まで出た事があった。
音響効果以外の当番組スタッフは、同局でその後『爆笑問題の平均王決定戦』(音効はスカイウォーカーの有馬克己) や『東京ZOO』(音効は当時メディアハウスの矢部公英) 等の特番を制作した。

## 天の声出題（美声）
- 坂上みき
- 門脇知子

## スタッフ
- 企画：鈴木吉弘（フジテレビ）
- 企画構成：川野将一
- 構成：三浦昭彦、小山協子、松本光央、坂本久美、筧弥生 ／ 横山雄一郎 (2001年のみ)、吉川スミス (※2001年のみ) 他数名
- 技術：ワークビジョン (レギュラー放送時)
  - TP (技術プロデューサー)：竹村友宏、高坂孝夫
  - CAM (撮影)：黒崎修一、永妻満
  - VE (映像調整)：鈴木勝利、宮澤和成
  - AUD (音声)：佐藤直樹、白井宗敏
- 技術：ビデオフォーカス (2001年 特番時)
  - TP (技術プロデューサー)：武山智則
  - CAM (撮影)：青木泰弘
  - VE (映像調整)：市原敬司
- LD (照明)：近 守里夫
- ビジュアルクリエーター：薗部健（現 RAFT）
- EED (編集)：渡辺篤（現 RAFT）
- MA (マルチオーディオ)：日吉寛（現 RAFT）
- 音効：柳原英博（佳夢音・レギュラー放送時）／ 高島慎太郎（当時メディアハウス・※2001年のみ）
- 美術プロデューサー：北林福夫
- 美術進行：内村和裕
- ヘアメイク：森とも子（エムドルフィン）、鍋島亜紀子（エムドルフィン）
- スタイリスト：藤原みさ
- 協力：MEN'S、ワークビジョン、ビデオフォーカス (※2001年のみ)、フジアール、TDKコア、レインボージャパン、神宮前スタジオ
- TK：今泉暢子（MEN'S）
- AP：吉見精一、清水久栄
- 広報：矢崎かおり（フジテレビ）
- AD：宮下健作、上田大輔（現:ウエダダイスケ）、江口鉄平 ／ 木村憲太郎（MEN'S）
- プロデューサー：三瓶慶介（ホリプロ）
- 演出：つきざわけんじ（MEN'S）
- 制作：フジテレビ、ホリプロ